# Liste des sous-vêtements
Cette page présente une liste des sous-vêtements.

## Sous-vêtements féminins et masculins
| - Body - Boxer - Caleçon long - Collants - Combinaison à manches longues - Débardeur - Maillot de corps | - Maillot à manches longues - Shorty - Slip - sous-pull ou tee-shirt à col roulé - String - Tanga - Tee-shirt - Vêtements du temple |

## Sous-vêtements exclusivement féminins
| - Baby Doll - Bas - Body - Bodystocking - Brassière - Bustier - Camisole - Caraco - Combinaison | - Dampmart - Combinette - Corps à baleines - Corset - C String - Culotte - Culotte fendue - Déshabillé - Gaine | - Guêpière - Jarretelle - Jarretière - Jupon - Micro-string - Nuisette - Panty - Porte-jarretelles - Redresse-seins | - Shorty - String - Slip italien - Soutien-gorge - Tabi - Top |

## Sous-vêtements exclusivement masculins
- Caleçon
- Suspensoir ou Jockstrap

## Sous-vêtements pour enfants
- Body